# Saint Catherine University (Matsuyama)
La Saint Catherine University è un'università privata di indirizzo cattolico con sede a Matsuyama, in Giappone.

## Storia
L'istituto fu fondato nel 1966 dalle suore missionarie di San Domenico come junior college femminile. Fu elevato al rango di università nel 1988 e nel 2004 ha iniziato ad ammettere ai corsi anche studenti di sesso maschile. È intitolato a santa Caterina da Siena.